# Tomasz (biskup Sarepty)
Tomasz z Tilbury, OPraem, imię zakonne: Piotr, (ur. 1297 r. w Tilbury, zm. 31 maja 1378 r. we Wrocławiu) – angielski duchowny katolicki, biskup, lekarz, astronom, dyplomata. 

## Życiorys
Urodził się w 1297 roku w Tilbury w Anglii. Studiował teologię i medycynę na uniwersytecie bolońskim. Po ich ukończeniu prowadził praktykę lekarską w północnych Włoszech oraz w Kurii Rzymskiej. Następnie został skierowany do diecezji wrocławskiej, gdzie został nadwornym lekarzem i dyplomatą księcia wrocławskiego Henryka VI Dobrego. Wstąpił do zakonu dominikanów, a w 1347 roku za zgodą biskupa wrocławskiego, Przecława z Pogorzeli i papieża Klemensa VI przeszedł do zakonu norbertanów, przybierając imię zakonne Piotr. W tym czasie piastował funkcję kapelana i osobistego lekarza księcia Bolesława III Rozrzutnego, którego uratował od śmierci w 1350 roku. Jednocześnie był kanonikiem wrocławskim. Na prośbę biskupa Przecława został wyznaczony w tym samym roku na biskupa pomocniczego diecezji wrocławskiej. Od papieża otrzymał tytularne biskupstwo w Sarepcie. Od tego momentu wrócił do poprzedniego imienia – Tomasz.
Jako sufragan utrzymywał się z odrębnego uposażenia na które składały się: dobra wydzielone przez opata norbertanów powiększone o darowizny między innymi od księcia Bolesława III, jego żony Katarzyny i synów: Ludwika oraz Wacława. Z porad lekarskich biskupa korzystał także cesarz Karol IV Luksemburski. Przy kościele opackim pw. św. Wincentego, biskup Tomasz ufundował kaplicę pw. św. Tomasza z Canterbury w 1369 roku, w której zamierzał być pochowany. 
Był autorem wielu traktatów medycznych, w tym między innymi: Mihi competit, składającego się z Regimem sanitatis, Aggregatum medicinarum simplicium, Antidotarium i Practica Medicinalis, z którego korzystano jeszcze pod koniec XV wieku. Do najsłynniejszego działa astronomicznego należy Nolli errare. Pozostawił po sobie także zbiory recept.
Zmarł w 1378 roku i został pochowany zgodnie z życzeniem we Wrocławiu.